# Palača na otoku
Palača na otoku (poljsko Pałac Na Wyspie), znana tudi kot Palača Łazienkowski (poljsko Pałac Łazienkowski), je klasicistična palača zgrajena v 17. stoletju v Varšavi pod vodstvom Tylmana van Gamerena za grofa Stanisława Herakliusza Lubomirskega, lastnika gradu Ujazdów.
Od leta 1674 sta ta palača in bližnji grad Ujazdów pripadala knezu Stanislavu Herakliuszu Lubomirskemu, ki je naročil gradnjo baročnega kopališča ali Łazienka, poimenovanega podobno kot številna druga evropska zgodovinska mesta, vključno z angleškim mestom Bath. Stavba, zgrajena na kvadratnem tlorisu, je bila bogato okrašena s štukaturami, kipi in slikami; nekateri originalni okraski in arhitekturni detajli so ohranjeni.
Leta 1766 je kralj Stanislav II. Avgust Poniatowski kupil posestvo in kopališče preuredil v klasicistično poletno rezidenco z angleškim vrtom.
V zadnjih fazah druge svetovne vojne so umikajoči se Nemci opustošili notranjost palače in v strukturo izvrtali luknje, da bi jo uničili z eksplozivom. Vendar načrt ni bil nikoli izveden.
Leta 2019 je bila palača 11. na seznamu najbolj obiskanih palač in spomenikov na svetu, saj jo je obiskalo več kot 4,9 milijona obiskovalcev.

## Zgodovina
Stavba se je začela kot kopališče za Stanisława Herakliusza Lubomirskega, lastnika sosednjega gradu Ujazdów. Po letu 1678 je bil kompleks palače Lubomirski v varšavskem okrožju Ujazdów okrožen s štirimi parkovnimi paviljoni: Arcadia, Hermitage, Frascati in največjim, Kopališče. Marmorna stavba je bila zgrajena pred letom 1683 po načrtih Tylmana Gamerskega.
Dokončana leta 1689, naj bi služila kot kopališče, bivalni paviljon in vrtna jama. Notranjost novozgrajene stavbe je bila okrašena z bogatimi štukaturnimi dekoracijami, ki jih je prav tako zasnoval Gamerski. Zunanja dekoracija je vključevala vodna božanstva (npr. Nereus), ki so obdajala glavni okrasni element paviljona, vodnjak.
Drugi prostori so imeli bogato okrašene strope in supraporte (okras nad vrati), stene pa so bile prekrite z delftskimi ploščicami.] Fasade in notranjost so bile okrašene s skulpturami, reliefi, latinskimi napisi (npr. Musa Dryas, Nymphaeque boves et Pastor Apollo / Hic maneant, fugiat diva Minerva domus – 'Muza, drijada in nimfe, voli in pastir Apolon naj ostanejo tukaj / božanska Minerva naj prezira to hišo' na portalu južne fasade) in grbom Lubomirskih, Szreniawa.
Kralj Stanislav II. Avgust Poniatowski se je odločil, da bo posest preuredil v zasebne prostore, med letoma 1764 in 1795 pa jo je prenovil Domenico Merlini.
Med nacistično okupacijo je bila palača (skupaj z Belwederjem) označena kot potencialna bodoča varšavska rezidenca Adolfa Hitlerja; ti dve sta bili med redkimi predvojnimi stavbami, ki sta bili rešeni uničenja mesta, ki ga je predvideval tako imenovani Pabstov načrt. Pred evakuacijo Varšave so Nemci v obzidje izvrtali luknje za eksploziv, vendar palače na koncu niso razstrelili. Palača je med nemško okupacijo služila tudi kot nemška vojašnica.

## Arhitektura
Palača je zgrajena na umetnem otoku, ki jezero deli na dva dela, manjše severno jezero in večje južno. Palača je z okoliškim parkom povezana z dvema mostovoma z jonskimi kolonadami. Fasade združuje ogredje, ki ga nosijo velikanski korintski pilastri, ki povezujejo njeni dve nadstropji, in jih krona balustrada s kipi mitoloških figur. Severno fasado razbremenjuje osrednji portik s pedimentom. Na južni strani se za pregrado s korintskimi stebri skriva globoka osrednja vdolbina.

## Notranjost
V pritličju palače je Bakhova soba, okrašena z modrimi nizozemskimi ploščicami iz 17. stoletja in sliko Jacoba Jordaensa, ki prikazuje Silena in Bakhante. Stropno poslikavo Bakh, Cerera, Venera in Kupid Jana Bogumiła Plerscha iz leta 1778 so nemške sile požgale leta 1944. Rotunda, ki jo je zasnoval Domenico Merlini, zavzema osrednji del palače. Okrašena z rumenim in belim marmorjem ter figurami poljskih kraljev, je eden najpomembnejših primerov neoklasicistične dekoracije v palači. Vodi v kopalnico in plesno dvorano.
Na drugi strani rotunde je spodnja galerija slik, ki vsebuje dela Rubensa in Rembrandta, ter kapela. V pritličju je tudi jedilnica, v kateri so potekale znane četrtkove večerje, na katere je kralj Stanislav Avgust povabil vodilne prostozidarje in druge pomembneže poljskega razsvetljenstva. Njeno pohištvo in slike so v klasicističnem slogu.
Salomonova soba, ena največjih notranjosti pritličja palače, je bila okrašena s serijo slik, ki prikazujejo Salomonovo zgodovino. Sestavljalo jo je šest slik: Salomonove sanje (strop), Kraljica iz Sabe pred Salomonom, Salomonova sodba, Posvetovanje s kraljem Hiramom (frizi), Posvetitev templja in Salomonova žrtev (stene). Naslikal jih je Marcello Bacciarelli za Stanislava Avgusta v letih 1791–93 in so prikazovale monarha samega kot biblijskega kralja. Vse te slike so Nemci leta 1944 namerno in popolnoma uničili (zgorele so v požaru pred palačo) med pripravami na razstrelitev stavbe. V prvem nadstropju so kraljevi apartmaji, zgornja galerija slik, balkonska soba, kraljev kabinet, kraljeve spalnice, garderoba in častniška soba.
V letih 2012–2015 je bila palača deležna nadaljnjih prenov, ki so zajele streho in vse prostore palače, vključno s plesno dvorano, v kateri so bile odkrite stenske poslikave Jana Bogumiła Plerscha iz 17. stoletja. Leta 2016 je palačo in park obiskalo približno 2,1 milijona obiskovalcev.

## Galerija
- Palace on the Isle
- Galerija slik
- Salomonova soba (1892), Ludomir Dymitrowicz (1844–1923)
- Kopalnica (1875), Aleksander Gryglewski
- Severna fasada palače
- Eden od dveh mostov, ki vodita do palače
- Kip, ki prikazuje alegorijo reke Bug
- Jezero okoli palače

- Artwork
- Portret Jacqueline de Caestre, Peter Paul Rubens, ok. 1618
- Portret Jeana Charlesa de Cordesa, Peter Paul Rubens, ok. 1618
- Skušnjava sv. Antona, Jan Brueghel mlajši, 17. stoletje
- Portret Philip Herbert, 4. grof Pembroški, Anthonis van Dyck, ok. 1634
- Portret Francis Bacon, Frans Pourbus mlajši, 1617
- Silen in Bakhante, Jacob Jordaens, prva polovica 17. stoletja
- Alegorija milosti, Marcello Bacciarelli, ok. 1792
- Pogled na kraljevo kopališče poleti, Marcin Zaleski, ok. 1837
- Alegorija Afrike, prelom 17./18. stoletja
- Kitajska glinena posoda, 18. stoletje
- aponska Imari vaza s Foo Dog, konec 18. stoletja
- Rococo putto, André Le Brun, ok. 1783
- Mizna plošča z bikom Pompea Savinija, ok. 1788